# Chicago Fire (1.ª temporada)
A primeira temporada da série de televisão dramática estadounidense Chicago Fire foi encomendada em 12 maio de 2012 pela NBC, estreou em 10 de outubro de 2012 e foi finalizada em 22 de maio de 2013, contando com 24 episódios. A temporada foi produzida pela Universal Television em associação com a Wolf Entertainment, com Derek Haas, Michael Brandt e Matt Olmstead como produtores e com Dick Wolf como produtor executivo. A temporada foi ao ar na temporada de transmissão de 2012-13 às noites de quarta-feira às 22h00, horário do leste dos EUA.
A primeira temporada estrela Jesse Spencer como Tenente Matthew Casey, Taylor Kinney como Tenente Kelly Severide, Monica Raymund como Paramédica Gabriela Dawson, Lauren German como Paramédica Leslie Shay, Charlie Barnett como Candidato a Bombeiro Peter Mills, David Eigenberg como Bombeiro Christopher Hermann, Teri Reeves como Dra. Hallie Thomas e Eamonn Walker como Chefe de Batalhão Wallace Boden.
A temporada terminou com uma audiência média de de 7.78 milhões de telespectadores e ficou classificada em 51.º lugar na audiência total e classificada em 55.º no grupo demográfico de 18 a 49 anos.

## Enredo
O show explora a vida, tanto profissional quanto pessoal, dos bombeiros, equipes de resgate e paramédicos do Corpo de Bombeiros de Chicago no fictício Quartel 51, lar do fictício Carro Pipa 51, Viatura 81, Esquadrão de resgate 3, Batalhão 25 e Ambulância 61. Após a morte do veterano bombeiro Andrew Darden, as lealdades se quebram e se dividem quando o tenente Matthew Casey, oficial encarregado da Viatura 81, e o tenente Kelly Severide, oficial encarregado do Esquadrão 3, culpam um ao outro pela morte de seu amigo e colega de longa data. Eles são liderados pelo heroico e determinado Chefe Wallace Boden.

## Elenco e personagens

### Principal
- Jesse Spencer como Tenente Matthew Casey
- Taylor Kinney como Tenente Kelly Severide
- Monica Raymund como Paramédica Gabriela Dawson
- Lauren German como Paramédica Leslie Shay
- Charlie Barnett como Candidato a Bombeiro Peter Mills
- David Eigenberg como Bombeiro Christopher Hermann[a]
- Teri Reeves como Dra. Hallie Thomas[b]
- Eamonn Walker como Chefe de Batalhão Wallace Boden

### Recorrente
- Yuri Sardarov como Bombeiro Brian "Otis" Zvonecek
- Christian Stolte como Bombeiro Randy "Mouch" McHolland
- Joe Minoso como Bombeiro Joe Cruz
- Mo Gallini como Bombeiro Jose Vargas
- Kathleen Quinlan como Nancy Casey
- Shiri Appleby como Clarice Carthage
- Nicole Forester como Christie Casey Jordan
- Sarah Shahi como Renee Royce
- Jon Seda como Detetive Antonio Dawson
- Jason Beghe como Detetive Hank Voight
- Alexandra Metz como Elise Mills
- Cody Sullivan como Ernie
- Jeff Lima como Leon Cruz
- Brooke Nevin como Tara Little
- Robyn Coffin como Cindy Hermann
- William Smillie como Bombeiro Kevin Hadley
- Randy Flagler como Bombeiro Harold Capp
- Anthony Ferraris como Bombeiro Tony Ferraris
- Chaon Cross como Heather Darden

### Participações
- Corey Sorenson como Bombeiro Andy Darden
- Meghann Fahy como Nicki Rutkowski
- Linda Powell como Ingrid Mills
- Ron Dean como James Whoritsky
- Treat Williams como Bennie Severide
- Shane McRae como Tenente Eric Whaley
- Victor Slezak como Rick Savrinn
- Mike Starr como Arthur
- Ora Jones como Rochelle Leppert
- Tania Raymonde como Nicole Sermons
- Scott Eastwood como Jim Barnes
- Christopher Cousins como Steven Goody
- Melissa Sagemiller como Detetive Jules Wilhite
- LaRoyce Hawkins como Kevin Atwater
- Rahm Emanuel como ele mesmo (prefeito de Chicago)

Notas
1. ↑  Eigenberg só é creditado nos episódios em que aparece.
2. ↑  Reeves é creditada como Principal de 1.01 a 1.07. De 1.20 a 1.22 é creditada como Convidada (Guest Star).

## Episódios
| N.º na série | N.º na temp. | Título                  | Dirigido por       | Escrito por                                                                        | Exibição original       | Audiência (milhões) |
| --- | ------------ | ----------------------- | ------------------ | ---------------------------------------------------------------------------------- | ----------------------- | ------------------- |
| 1 | 1            | "Pilot"                 | Jeffrey Nachmanoff | Michael Brandt & Derek Haas                                                        | 10 de outubro de 2012   | 6.61                |
| Os homens e mulheres do Corpo de Bombeiros 51 tentam se recuperar após a trágica perda de um deles. Um mês depois, os dois tenentes do 51, Matthew Casey e Kelly Severide, ainda estão em desacordo sobre a morte de Andy Darden. Eles são forçados a resolver suas diferenças quando um de seus colegas, Christopher Herrmann, corre o risco de perder a vida. A paramédica Gabriela Dawson está enfrentando uma ação disciplinar depois de tentar salvar uma garota fazendo um procedimento arriscado no campo. Peter Mills se reporta ao Corpo de Bombeiros 51 para seu primeiro dia de serviço como bombeiro. Casey tenta resolver seu relacionamento com sua noiva, Hallie. |              |                         |                    |                                                                                    |                         |                     |
| 2 | 2            | "Mon Amour"             | Tom DiCillo        | Michael Brandt & Derek Haas                                                        | 17 de outubro de 2012   | 5.85                |
| Severide luta com uma lesão no ombro enquanto tenta salvar um operário em um prédio que desabou. Os homens recebem uma chamada para um incêndio no porão do apartamento e mediam entre um inquilino idoso e sua senhoria furiosa. Ainda consumido pela culpa pela morte de Darden, Severide descobre que a viúva de Darden, Heather, também o culpa pela tragédia. A equipe resgata dois adolescentes presos em um carro. Casey e Hallie têm mais problemas em seu relacionamento instável, enquanto Otis tenta resolver o mistério por trás do mascote de cabra do Caminhão 81. No final de seu turno, Severide visita a viúva do pedreiro que morreu nos escombros para transmitir uma mensagem especial. |              |                         |                    |                                                                                    |                         |                     |
| 3 | 3            | "Professional Courtesy" | Joe Chappelle      | Matt Olmstead                                                                      | 24 de outubro de 2012   | 6.42                |
| Casey é forçado a tomar uma decisão difícil sobre se ele quer ou não denunciar o filho do detetive Voight. Severide finalmente marca uma consulta para ver o médico sobre seu braço machucado, que acaba por ser uma vértebra fraturada. Peter Mills acha que dividir seu tempo entre sua mãe e seu restaurante e seu próprio trabalho é difícil. |              |                         |                    |                                                                                    |                         |                     |
| 4 | 4            | "One Minute"            | Gloria Muzio       | Andrea Newman                                                                      | 31 de outubro de 2012   | 5.62                |
| O Chefe Boden é acusado de deixar um sem-teto para morrer em um incêndio em um armazém depois de ordenar que seus homens evacuassem a cena, criando imprensa negativa e sentimentos ruins dentro do departamento. Enquanto isso, o Tenente Severide ajuda uma idosa a enfrentar alguns problemas na vizinhança. Detetive Voight aumenta suas táticas de intimidação dirigidas a Casey na tentativa de desencorajá-lo de testemunhar contra seu filho. Shay é forçada a revisitar seu desgosto por sua ex-namorada Clarice, quando ela se encontra cara a cara com a ex e seu marido durante um chamado. O temperamento de Herrmann se inflama durante uma chamada de resgate em uma festa de Halloween. |              |                         |                    |                                                                                    |                         |                     |
| 5 | 5            | "Hanging On"            | Jean de Segonzac   | Marc Dube                                                                          | 7 de novembro de 2012   | 7.03                |
| Casey luta contra o Detetive Voight e acaba lidando com as repercussões, Dawson enfrenta uma ação disciplinar devido à conduta do trabalho, e o braço de Severide falha durante um resgate em um telhado. |              |                         |                    |                                                                                    |                         |                     |
| 6 | 6            | "Rear View Mirror"      | Joe Chappelle      | Thania St. John                                                                    | 14 de novembro de 2012  | 5.77                |
| Casey está distraído com seus problemas com o detetive Voight---especialmente depois que ele e Hallie estão prontos para uma prisão por tráfico de drogas forjada---que preocupa Dawson e o Chefe Boden. Dawson se prepara para sua audiência disciplinar e fica agradavelmente surpresa quando Mouch traz uma testemunha especial para testemunhar em seu nome. O irmão de Dawson, Antonio, um policial na delegacia de Voight, organiza uma silada para parar Voight. |              |                         |                    |                                                                                    |                         |                     |
| 7 | 7            | "Two Families"          | Michael Slovis     | Michael Brandt & Derek Haas                                                        | 21 de novembro de 2012  | 5.55                |
| Todos no corpo de bombeiros são ordenados a fazer um teste de drogas depois que um chamado em uma creche os expõem a um laboratório de metanfetamina improvisado, e Severide exita, não querendo que sua lesão, ou os analgésicos que ele toma, sejam descobertos. Boden fica furioso quando descobre que seus bombeiros foram pegos no meio de uma guerra de gangues enquanto estavam em uma chamada. O habitual jantar de Ação de Graças do Corpo de Bombeiros 51 é interrompido por um acidente de cozinha envolvendo um peru queimado explodido e, em seguida, um acúmulo de vários veículos na rodovia. Casey entrega um bebê no meio da pilha, levando-o a falar com Hallie sobre seu futuro. O corpo de bombeiros recebe um jovem visitante e Boden e Herrman têm suas dúvidas. Otis começa um podcast. |              |                         |                    |                                                                                    |                         |                     |
| 8 | 8            | "Leaving the Station"   | Constantine Makris | Bryan Oh                                                                           | 5 de dezembro de 2012   | 7.21                |
| Mills é particularmente afetado depois de descobrir o corpo desmembrado de uma jovem dentro de um túnel de trem e questiona seu futuro como bombeiro. O 51 hospeda alguns bombeiros visitantes do Canadá, trazendo um lado de Mouch que seus colegas nunca viram. Dawson e Shay salvam uma menina de 6 anos cuja mãe está abusando dela, mas seu confronto quase termina em uma tragédia. Enquanto isso, Severide agrava sua lesão enquanto resgata uma vítima que sofre de baixo açúcar no sangue, Casey cuida de alguns negócios pessoais e Shay envia Clarice, sua ex-namorada casada e grávida, de volta para casa para seu marido. |              |                         |                    |                                                                                    |                         |                     |
| 9 | 9            | "It Ain't Easy"         | Tom DiCillo        | Hilly Hicks, Jr.                                                                   | 12 de dezembro de 2012  | 4.87                |
| Depois que seus pulmões são danificados em um incêndio em uma oficina de máquinas, José Vargas é forçado a se aposentar por invalidez e deixar sua vida como bombeiro para trás - uma tarefa que ele acha incrivelmente difícil. Chefe Boden tenta ajudar um suspeito adolescente incendiário. Além disso, Severide recebe um convite sedutor de Renee, uma mulher que ele salvou de um acidente de carro envolvendo fios elétricos. Enquanto isso, Cruz tenta salvar seu irmão mais novo Leon da gangue com quem está envolvido. Casey e Severide tentam impedir Vargas de um ato desesperado. |              |                         |                    |                                                                                    |                         |                     |
| 10 | 10           | "Merry Christmas, Etc." | Steve Shill        | Michael Gilvary                                                                    | 19 de dezembro de 2012  | 6.75                |
| Depois de apagar um incêndio na cozinha em uma casa de luxo, Casey, Herrmann, Mouch, Cruz, Otis e Mills são acusados de roubar um colar de diamantes de US$ 50 mil da casa, o que desencadeia uma investigação interna liderada pelo inimigo de Casey de seus dias de academia. O irmão de Cruz, Leon, está preso no meio de uma escalada de guerra de gangues, deixando Cruz para fazer uma escolha desesperada para salvá-lo. Enquanto isso, Dawson convida Casey para a festa de Natal chique de seu primo, e uma Shay frustrada atingiu seu limite com Severide. As vidas de Dawson e Shay estão em perigo, pois estão envolvidos em um acidente de ambulância. |              |                         |                    |                                                                                    |                         |                     |
| 11 | 11           | "God Has Spoken"        | Daniel Sackheim    | Andrea Newman & Marc Dube                                                          | 2 de janeiro de 2013    | 8.54                |
| Devorado por sua culpa pela morte de Flaco no incêndio, Cruz vai até Casey para se confessar. Enquanto Shay se recupera de um ferimento na cabeça sofrido no acidente da ambulância, Severide pede a ajuda de Dawson para lidar com seu próprio ferimento. Casey é pego no meio de um conflito familiar entre sua mãe, Nancy - presa por matar seu pai abusivo, mas agora enfrentando uma possível liberdade condicional - e sua irmã, Christie, que rejeita sua mãe por isso. Em outros lugares, Herrmann acha difícil aceitar um negócio. Enquanto isso, as coisas ficam apimentadas entre Dawson e Mills. |              |                         |                    |                                                                                    |                         |                     |
| 12 | 12           | "Under the Knife"       | Alex Chapple       | Matt Olmstead & Ryan Rege Harris                                                   | 9 de janeiro de 2013    | 8.04                |
| Severide finalmente aborda o chefe Boden sobre sua lesão e toma algumas decisões pessoais importantes sobre seu futuro, uma das quais envolve Renee. Enquanto isso, Casey luta com assuntos familiares depois que Nancy pede que ele compareça em sua audiência de condicional. Dawson resolve o problema com as próprias mãos quando descobre uma jovem que é a única sobrevivente no local de uma chamada de resgate. |              |                         |                    |                                                                                    |                         |                     |
| 13 | 13           | "Warm and Dead"         | Alik Sakharov      | Michael Brandt & Derek Haas                                                        | 30 de janeiro de 2013   | 7.31                |
| Um problemático chefe Boden vai à polícia quando um homem morre em um incêndio em uma loja de ferragens causado por Ernie, o incendiário adolescente problemático que ele está tentando ajudar, e seu tio Ray. Enquanto isso, Severide procura seu pai depois de decidir que uma nova cirurgia radical pode exigir um tempo de recuperação mais curto, enquanto ele pensa duas vezes em se mudar para Madri para ficar com Renee. Em outros lugares, Otis encontra camaradagem quando ele preenche alguns turnos no quartel mais lento da cidade e toma uma decisão própria, enquanto Dawson e Shay se encontram em uma situação ruim durante uma ligação para um apartamento. |              |                         |                    |                                                                                    |                         |                     |
| 14 | 14           | "A Little Taste"        | Arthur W. Forney   | Matt Olmstead & Hilly Hicks, Jr.                                                   | 6 de fevereiro de 2013  | 6.60                |
| Severide retorna ao quartel e descobre que tem um passado muito familiar com Eric Whaley, o tenente que foi trazido para o quartel para ajudar durante a ausência de Kelly --- a irmã de Whaley é a ex-noiva de Severide. Dawson conta a Shay seu segredo. Recém em liberdade condicional Nancy Casey vai morar com seu filho, causando mais problemas entre Casey e sua irmã. Enquanto isso, um lote ruim de heroína nas ruas deixa Boden e a equipe preocupados, enquanto o irmão detetive de Dawson, Antonio, está determinado a pará-lo, não importa o custo. Clarice e Shay descobrem que têm um novo problema a superar, envolvendo a gravidez de Clarice. |              |                         |                    |                                                                                    |                         |                     |
| 15 | 15           | "Nazdarovya!"           | Joe Chappelle      | Andrea Newman                                                                      | 13 de fevereiro de 2013 | 6.65                |
| Dawson tenta ajudar seu irmão Antonio a desvendar os detalhes de sua investigação sobre drogas e gangues, e vai pelas costas ao recorrer a uma fonte improvável de assistência – o que poderia afetar sua amizade com Casey. Casey e Nancy lutam com seu novo relacionamento. Tendo descoberto a verdade sobre o rompimento de Severide com sua irmã Renee, Eric Whaley convence Severide a tentar encontrá-la. Herrmann e Otis descobrem algumas verdades duras sobre seu "parceiro silencioso" no bar. Casey e Christie lutam por sua mãe, levando Casey a confrontar Nancy sobre a morte de seu pai. |              |                         |                    |                                                                                    |                         |                     |
| 16 | 16           | "Viral"                 | Michael Brandt     | Michael Gilvary                                                                    | 20 de fevereiro de 2013 | 6.50                |
| A angústia que persegue Cruz sobre suas ações anteriores aumenta, pois ele coloca a si mesmo e seus colegas bombeiros em perigo. Casey e sua irmã Christie tentam resolver seus problemas com Nancy e um com o outro. Enquanto isso, Severide confronta Renee Whaley – que agora está trabalhando em um clube de strip. O esquadrão ganha uma nova perspectiva depois de ajudar o esquadrão antibombas em uma chamada extremamente perigosa. A tentativa de Shay de provar que é uma boa mãe para o bebê de Clarice fica comprometida quando um sem-teto a atinge com uma agulha possivelmente contaminada. |              |                         |                    |                                                                                    |                         |                     |
| 17 | 17           | "Better to Lie"         | Joe Chappelle      | Matt Olmstead & Ryan Rege Harris                                                   | 27 de fevereiro de 2013 | 6.62                |
| Velhas feridas emocionais são abertas quando o pai do tenente Severide, Benny, chega à cidade e entra em conflito com o chefe Boden pela morte de seu ex-colega Henry Mills. Peter Mills fala sobre um motorista perturbado que causou um acidente por suicídio. O rompimento de Shay com Clarice não a impede de querer um filho. Herrmann, Otis e Dawson chegam ao fundo de um mistério sobre seu bar. No baile de caridade de um bombeiro, Dawson e Mills se anunciam como um casal, enquanto Casey atende com a viúva de Andy Darden, Heather, como seu par para a noite. Boden e Benny Severide discutem do lado de fora do salão de baile sobre a morte de Henry Mills - sem saber que Dawson está por perto e ouve que Boden e a esposa de Henry tiveram um caso que levou à ação imprudente de Henry no incêndio que o matou.                                                                                  |              |                         |                    |                                                                                    |                         |                     |
| 18 | 18           | "Fireworks"             | Karen Gaviola      | Tim Talbott                                                                        | 20 de março de 2013     | 6.39                |
| Com as tensões ainda em alta entre o chefe Boden e Benny Severide, as coisas fervem quando Mills confronta Benny sobre o incêndio que matou seu pai – e dá um soco em Benny depois que Benny o insulta. Enquanto isso, Severide, Casey e Benny descobrem a verdade por trás de dois misteriosos incêndios em lanchonetes que a princípio só parecem ser táticas de intimidação do sindicato. Shay toma uma nova direção com seu plano de ter um bebê. Heather Darden surpreende Casey ao se convidar para fazer um jantar para ele e compartilhar um filme com ele por uma noite. |              |                         |                    |                                                                                    |                         |                     |
| 19 | 19           | "A Coffin That Small"   | Darnell Martin     | História por : Steve Chickerotis Roteiro por : Michael Brandt & Derek Haas         | 27 de março de 2013     | 6.85                |
| A tragédia ocorre quando uma tentativa de resgate em um prédio não é bem sucedida, deixando os homens e mulheres do corpo de bombeiros 51 afetados pela perda da vítima. A decisão de Severide de colocar Mills no caminho certo para mudar de caminhão para esquadrão não se encaixa bem com alguns dos outros. A tensão surge entre Severide e Casey quando Severide pensa que Heather dormiu com ele - sem saber que Casey rejeitou a ideia por respeito à memória de Andy. Shay e Dawson são forçadas a lidar com o comportamento louco de um viciado durante uma ligação. Shay considera uma forma diferente de ter uma família, envolvendo Severide. Enquanto isso, a equipe atrai a ira dos traficantes de drogas locais que ameaçam a paz e a segurança do bairro e do quartel - e atiram no quartel. O funeral pouco frequentado de um bombeiro leva Herrmann a tentar se reconectar com sua própria família. |              |                         |                    |                                                                                    |                         |                     |
| 20 | 20           | "Ambition"              | Arthur W. Forney   | Andrea Newman & Michael Gilvary                                                    | 3 de abril de 2013      | 6.37                |
| Mills se vê alvo do ressentimento de alguns colegas quando Severide apoia seu desejo de se juntar ao Esquadrão. Mills também acha que o ressentimento de Casey está ligado ao seu relacionamento com Dawson. Tara, uma candidata a paramédica, junta-se a Dawson e Shay no trabalho por alguns turnos. Enquanto isso, Shay ajuda Cindy Herrmann, que sofre de complicações na gravidez enquanto seu marido Christopher está fora da cidade. Em outros lugares, Dawson e Casey se aproximam quando a grande inauguração do Molly's se aproxima. Casey é surpreendido pela ex-noiva Hallie. |              |                         |                    |                                                                                    |                         |                     |
| 21 | 21           | "Retaliation Hit"       | Jean de Segonzac   | Matt Olmstead & Hilly Hicks, Jr.                                                   | 1 de maio de 2013       | 6.35                |
| O detetive Voight retorna, procurando cobrar o favor que Dawson lhe deve por ajudar seu irmão, Antonio. Tara acusa Severide de assédio sexual. Enquanto isso, Casey volta aos velhos padrões em sua vida pessoal, reunindo-se com Hallie - e enfrentando a libertação do detetive corrupto Voight da prisão. Dawson, Herrmann e Otis se tornam os orgulhosos proprietários de um verdadeiro bar de bairro. |              |                         |                    |                                                                                    |                         |                     |
| 22 | 22           | "Leaders Lead"          | Michael Slovis     | História por : Dick Wolf & Matt Olmstead Roteiro por : Michael Brandt & Derek Haas | 8 de maio de 2013       | 6.89                |
| Um frustrado Severide descobre que Tara uma vez forçou um executivo de publicidade - agora trabalhando como gerente de serviço de cópia - a sair de sua carreira de alta potência por uma acusação de assédio forjada. Mills e Dawson enfrentam desafios pessoais envolvendo um segredo sobre a mãe de Mills – Dawson finalmente revela o que sabe sobre sua mãe, seu pai e Boden. Depois que Severide confronta Tara com seu antigo engano, Tara pede demissão e deixa a cidade. Casey e Hallie continuam alegremente reunidos até que um incêndio na clínica médica onde ela trabalha agora começa. Enquanto isso, o esquadrão é chamado ao local de um angustiante colapso de um prédio de apartamentos. |              |                         |                    |                                                                                    |                         |                     |
| 23 | 23           | "Let Her Go"            | Joe Chappelle      | História por : Dick Wolf & Matt Olmstead Roteiro por : Michael Brandt & Derek Haas | 15 de maio de 2013      | 6.90                |
| A morte inesperada de Hallie no incêndio da clínica força Casey a se unir à Unidade de Inteligência da polícia, agora comandada por Voight, que não parece ter mudado seus caminhos tortuosos depois de seu período na prisão. A empolgação de Shay com a perspectiva de se tornar mãe cresce, enquanto Mills e Dawson enfrentam alguns desafios pessoais. Casey, Antonio e Voight descobrem e perseguem o incendiário que ateou o fogo que matou Hallie em um trem de trânsito rápido elevado de Chicago. Enquanto isso, o quartel se une para apoiar a abertura do Molly's. Esse episódio funciona como episódio piloto de Chicago P.D. |              |                         |                    |                                                                                    |                         |                     |
| 24 | 24           | "A Hell of a Ride"      | Alex Chapple       | Andrea Newman & Michael Gilvary                                                    | 22 de maio de 2013      | 6.13                |
| Quando uma ligação chega da prisão do Condado de Cook, o esquadrão entra em uma situação volátil e tem a tarefa de tentar neutralizar uma situação crescente. Shay continua esperançosa sobre seus sonhos de bebê e a esposa de Hermann, Cindy, entra em trabalho de parto com seu quinto filho. Enquanto isso, Mills e Dawson enfrentam decisões importantes em suas vidas pessoais, enquanto Mills enfrenta uma que envolve sua carreira. Mouch tem um feliz primeiro encontro pessoal com seu amor japonês online de meses. Casey pode finalmente sofrer por Hallie - e recebe um conforto privado inesperado. |              |                         |                    |                                                                                    |                         |                     |

## Produção

### Desenvolvimento
O piloto da série, co-escrito pelos criadores Michael Brandt e Derek Haas, foi filmado em Chicago e, de acordo com um representante da NBC, a série continuaria sendo filmada lá. O prefeito de Chicago, Rahm Emanuel, fez uma aparição no episódio piloto da série. Emanuel declarou: "É mais fácil ser prefeito do que interpretar um prefeito. Eu disse a eles que faria isso sob uma condição: o programa de TV está fazendo um investimento para o Fundo de Viúvas e Órfãos dos Bombeiros."
A NBC fez o pedido da série em maio de 2012. Depois de receber um pedido de roteiro adicional em outubro, Chicago Fire foi escolhida para ter uma temporada completa, de 22 episódios, em 8 de novembro de 2012. Em 29 de janeiro de 2013, Chicago Fire teve seu total de episódios aumentado de 22 para 23. Uma semana depois, em 6 de fevereiro de 2013, Chicago Fire recebeu mais um episódio, totalizando 24 episódios para a primeira temporada.

### Spin-off
Em 27 de março de 2013, a NBC anunciou planos para um spin-off de Chicago Fire, que, segundo o Deadline, envolveria o Departamento de Polícia de Chicago, a série spin-off seria criada e produzida por Dick Wolf, com Derek Haas, Michael Brant e Matt Olmstead atuando como produtores executivos. O episódio piloto foi ao ar em 15 de maio de 2013, como o 23º episódio de Chicago Fire. O show segue uma Unidade de Inteligência e também é filmado inteiramente em Chicago. O elenco principal inclui Jason Beghe, Jon Seda, Sophia Bush, Jesse Lee Soffer, Patrick Flueger, Elias Koteas, Marina Squerciati, LaRoyce Hawkins e Archie Kao.

## Recepção

### Audiência
| №  | Título                  | Exibição original       | Rating/share (18–49) | Audiência (em milhões) | DVR (18–49) | Audiência em DVR (milhões) | Total (18–49) | Audiência total (em milhões) | Ref(s) |
| -- | ----------------------- | ----------------------- | -------------------- | ---------------------- | ----------- | -------------------------- | ------------- | ---------------------------- | ------ |
| 1  | "Pilot"                 | 10 de outubro de 2012   | 1.9/5                | 6.61                   | 0.9         | 2.56                       | 2.8           | 9.17                         | [ 37 ] |
| 2  | "Mon Amour"             | 17 de outubro de 2012   | 1.5/4                | 5.85                   | 0.9         | 2.55                       | 2.4           | 8.40                         | [ 38 ] |
| 3  | "Professional Courtesy" | 24 de outubro de 2012   | 1.8/5                | 6.42                   | 0.9         | 2.53                       | 2.7           | 8.95                         | [ 39 ] |
| 4  | "One Minute"            | 31 de outubro de 2012   | 1.6/4                | 5.62                   | 0.9         | 2.61                       | 2.4           | 8.14                         | [ 40 ] |
| 5  | "Hanging On"            | 7 de novembro de 2012   | 2.2/6                | 7.03                   | 0.9         | 2.59                       | 3.1           | 9.63                         | [ 41 ] |
| 6  | "Rear View Mirror"      | 14 de novembro de 2012  | 1.6/5                | 5.77                   | 1.0         | 2.57                       | 2.6           | 8.34                         | [ 42 ] |
| 7  | "Two Families"          | 21 de novembro de 2012  | 1.4/4                | 5.55                   | —           | —                          | —             | —                            | —      |
| 8  | "Leaving the Station"   | 5 de dezembro de 2012   | 1.9/5                | 7.21                   | —           | 2.62                       | —             | 9.83                         | [ 43 ] |
| 9  | "It Ain't Easy"         | 12 de dezembro de 2012  | 1.4/4                | 4.87                   | 0.8         | 2.44                       | 2.2           | 7.32                         | [ 44 ] |
| 10 | "Merry Christmas, Etc." | 19 de dezembro de 2012  | 1.9/5                | 6.75                   | 0.8         | 2.61                       | 2.7           | 9.35                         | [ 45 ] |
| 11 | "God Has Spoken"        | 2 de janeiro de 2013    | 2.4/7                | 8.54                   | 0.9         | 2.59                       | 3.3           | 11.13                        | [ 46 ] |
| 12 | "Under the Knife"       | 9 de janeiro de 2013    | 2.2/6                | 8.04                   | 0.9         | 2.86                       | 3.1           | 10.90                        | [ 47 ] |
| 13 | "Warm and Dead"         | 30 de janeiro de 2013   | 2.1/6                | 7.31                   | 0.7         | 2.56                       | 2.8           | 9.87                         | [ 48 ] |
| 14 | "A Little Taste"        | 6 de fevereiro de 2013  | 1.9/5                | 6.60                   | 1.0         | 3.08                       | 2.9           | 9.69                         | [ 49 ] |
| 15 | "Nazdarovya"            | 13 de fevereiro de 2013 | 1.9/5                | 6.65                   | 0.9         | 2.86                       | 2.8           | 9.51                         | [ 50 ] |
| 16 | "Viral"                 | 20 de fevereiro de 2013 | 1.9/5                | 6.50                   | 0.9         | 2.85                       | 2.8           | 9.35                         | [ 51 ] |
| 17 | "Better to Lie"         | 27 de fevereiro de 2013 | 2.0/5                | 6.62                   | 1.0         | 3.07                       | 3.0           | 9.69                         | [ 52 ] |
| 18 | "Fireworks"             | 20 de março de 2013     | 1.7/5                | 6.39                   | 1.0         | 3.04                       | 2.7           | 9.44                         | [ 53 ] |
| 19 | "A Coffin That Small"   | 27 de março de 2013     | 1.7/5                | 6.85                   | 1.0         | 2.88                       | 2.7           | 9.72                         | [ 54 ] |
| 20 | "Ambition"              | 3 de abril de 2013      | 1.6/4                | 6.37                   | 1.0         | 2.86                       | 2.6           | 9.21                         | [ 55 ] |
| 21 | "Retaliation Hit"       | 1 de maio de 2013       | 1.7/5                | 6.35                   | 1.0         | 3.03                       | 2.7           | 9.38                         | [ 56 ] |
| 22 | "Leaders Lead"          | 8 de maio de 2013       | 1.8/5                | 6.89                   | 1.0         | 2.99                       | 2.8           | 9.88                         | [ 57 ] |
| 23 | "Let Her Go"            | 15 de maio de 2013      | 2.0/6                | 6.90                   | 1.0         | 3.16                       | 2.9           | 9.84                         | [ 58 ] |
| 24 | "A Hell of a Ride"      | 22 de maio de 2013      | 1.7/5                | 6.13                   | 1.0         | 3.01                       | 2.7           | 9.14                         | [ 59 ] |

Notas
1. ↑  Há divergências quanto a audiência ao vivo. A audiência em DVR leva em conta a audiência de 6.68 de espectadores e 1.9 de rating.

## Lançamento em DVD
| Chicago Fire – Season One                                                                   |                                                                                             |                                                                                             |                                                                 |                                                                 |                                                                 |
| Detalhes do DVD                                                                             | Detalhes do DVD                                                                             | Detalhes do DVD                                                                             | Características Especiais                                       | Características Especiais                                       | Características Especiais                                       |
| - 24 episódios - 5 discos - Áudio em Inglês (Dolby Digital 5.1 Surround) - Legendas: Inglês | - 24 episódios - 5 discos - Áudio em Inglês (Dolby Digital 5.1 Surround) - Legendas: Inglês | - 24 episódios - 5 discos - Áudio em Inglês (Dolby Digital 5.1 Surround) - Legendas: Inglês | - Cenas Deletadas e Alternativas - Bastidores - Podcast do Otis | - Cenas Deletadas e Alternativas - Bastidores - Podcast do Otis | - Cenas Deletadas e Alternativas - Bastidores - Podcast do Otis |
| Datas de lançamento                                                                         |                                                                                             |                                                                                             |                                                                 |                                                                 |                                                                 |
| Região 1                                                                                    | Região 1                                                                                    | Região 2                                                                                    | Região 2                                                        | Região 4                                                        | Região 4                                                        |
| 10 de setembro de 2013                                                                      | 10 de setembro de 2013                                                                      | 14 de outubro de 2013                                                                       | 14 de outubro de 2013                                           | 1 de maio de 2014                                               | 1 de maio de 2014                                               |